# نادیا پارکز
نادیا پارکز (انگلیسی: Nadia Parkes؛ زادهٔ ۳۱ دسامبر ۱۹۹۵) بازیگر اهل بریتانیا است. وی از سال ۲۰۱۹ میلادی تاکنون مشغول فعالیت بوده‌است.
از فیلم‌ها یا برنامه‌های تلویزیونی که وی در آن نقش داشته‌است می‌توان به شاهدخت اسپانیایی، دامینا اشاره کرد.